# Polen efter 1989
Folkrepubliken Polen upphörde 1989, och övergick i Republiken Polen.

## Systemskifte
Den provisoriska Sejmen, den provisoriske presidenten Wojciech Jaruzelski och Tadeusz Mazowieckis regering som tillsattes efter rundabordssamtalen och valet 1989 och som fortfarande garanterade PZPR:s maktmonopol, ersattes efter det första helt fria presidentvalet 1990 och parlamentsvalet 27 oktober 1991. Lech Wałęsa blev den förste demokratiskt valde presidenten i Polen och den förste i hela det forna sovjetkontrollerade östblocket. Han innehade ämbetet 1990-1995. 
I parlamentsvalet (till Sejmen) 1991 var det ett rekordlågt deltagande, bara 43%, och rekordstort antal politiska organisationer som ställde upp, över 100 stycken. Största antal röster gick till den Demokratiska unionen (Unioa Demokratyczna) med 12,31%, Förbund demokratisk vänster (Sojusz Lewicy Demokratycznej) fick 11,98%, Katolsk valaktion (Wyborcza Akcja Katolicka) 8,73%, Polska folkpartiet (Polskie Stronnictwo Ludowe – Sojusz Programowy) 8,67%, Konfederation för oberoende Polen (Konfederacja Polski Niepodległej) 7,5%, Samförståndscentrum (Porozumienie Centrum, PC) 8,71%, Liberaldemokratiska kongressen (Kongres Liberalno-Demokratyczny) 7,48%, Folkligt samförstånd (Porozumienie Ludowe) 5,46%, Solidaritet (NSZZ "Solidarność") 5,05%, samt ett oväntat inslag – Polska ölvänners parti (Polska Partia Przyjaciół Piwa) 3,27%.
Efter två månader av överläggningar utnämndes Jan Olszewski (PC) till premiärminister (6 december 1991-5 juni 1992). Marskalk i Sejmen blev Wiesław Chrzanowski (ZChN), och i Senaten August Chełkowski (NSZZ "Solidarność"). Regeringskriser kom tätt liksom stora kast i valresultaten. 
På grund av att landet hade grunder för demokratisering i dissidentrörelsen uppstod det aldrig något politiskt vakuum vid maktskiftet. Även den nya oppositionen som kom från det gamla polska kommunistpartiet PZPR valde att delta i uppbyggnaden av nytt politiskt system. PZPR valde en reformväg och ombildades till Socjaldemokracja Rzeczypospolitej Polskiej, SdRP, (Polska republikens socialdemokrater) och blev efter flera namnbyten Sojusz Lewicy Demokratycznej, SLD (Vänsterdemokratisk allians).

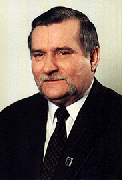
Lech Wałęsa

Landets nationella symbol, den vita örnen, återfick kronan som bannlysts under den tidigare regimen som en rojalistisk symbol. Den galopperande inflationen som ärvdes från Jaruzelski-perioden stoppades genom finansministern professor Leszek Balcerowiczs tuffa ekonomiska politik (Balcerowicz var finansminister 1989-91 och 1997–2000, därefter chef för riksbanken). De stora lånen i väst omförhandlades och stor frimarknads- och privatiseringsvåg inleddes. Paradoxalt blev de gamla kommunistiska ledarna och deras familjer vinnare på privatiseringen då de hade etablerad ställning inom näringslivet, ekonomiska möjligheter och utbildning att köpa ut eller investera i företag, medan arbetarklassen som bidrog till välta PZPR drabbades av de rationaliseringar och strukturomvandling av den eftersatta polska industrin. Som en ödets ironi etablerades aktiebörsen i PZPR:s huvudkvarter i Warszawa. BNP per person ökade under tiden 1993-99 från 33 % till 40 % av genomsnittet i EU.
Katolska kyrkan spelade redan under kommunisttiden en viktig roll, då som motpol till regimen. Även om friheten var starkt beskuren var kyrkan ytterst aktiv som en intellektuell kanal genom universitetet i Lublin, samt som en nationell enande kraft, framför allt personifierad genom den polske påven, Johannes Paulus II. Efter systemskiftet flyttade kyrkan sina positioner genom lobbyverksamhet och direkt påverkan av präster på kyrkoförsamlingarna. I dagens Europa är cirka 25 % av de katolska prästerna polacker. Fundamentalistisk katolsk rörelse kring "Radio Maryja" var mycket aktiv för att framhäva konservativ katolsk livsstil, med starka familjer, abortmotstånd, avståndstagande från preventivmedel, sexualundervisning, homosexuella, och så vidare. Tvillingbröderna Lech och Jarosław Kaczyński, president (2005-) respektive premiärminister (2006-), som leder det kristdemokratisk-populistiska partiet PiS, Prawo i Sprawierdliwość, har fått 9,5 % av rösterna i valet 2005 för sin moraliska värdekonservatism och traditionella antikommunism. PiS, Prawo i Sprawiedliwość (Lag och Rättvisa), är ett kristet/konservativt parti med vissa likheter med tyska CSU, och med EU-kritisk profil. Flera aktivister har sina rötter i Solidaritet. Lech Kaczyński under sin tid som borgmästare i Warszawa förbjudit gayrörelsens parad (Pridefestival) 2004 och 2005, med konfrontationer mellan demonstranter från båda sidor som följd. I polsk lagstiftning har homosexuella relationer inte varit straffbara mellan 1932 och 1939, under kriget tillämpades Nazitysklands lagar, och under den kommunistiska eran betraktades läggningen i enlighet med sovjetisk vetenskap som "socialavvikelse" och de homosexuella övervakades sedan 1960-talet. I Akcja "Hiacynt" registrerade milisen 11 000 personer under åren 1985-87 med officiell hänvisning till AIDS-spridningen. Sedan 1974 är det dock straffbart att diskriminera på grund av sexuell läggning. Förslaget till konstitutionen från 1995 tog ursprungligen upp sexuell läggning som en skyddskategori, men punkten togs bort efter påtryckningar från den katolska kyrkan och den dåvarande presidenten Lech Wałęsa. Kyrkan, trots den lyckade lobbyn mot aborter, har dock ingen garanti för det politiska inflytandet, vilket den fick erfara i parlamentsvalet 1991, presidentvalet 1995 och liberaliseringen av konstitutionen 1997, där prästerskapets varningar snarare motiverade många att rösta mot kyrkans vilja.

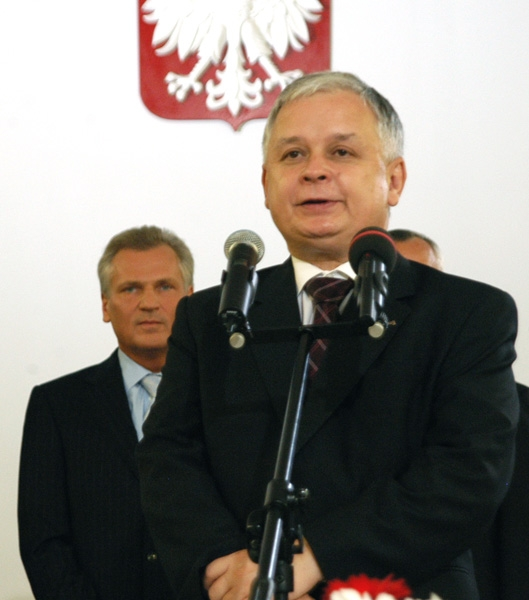
Lech Kaczyński, Polens före detta president. I bakgrunden den tidigare presidenten Aleksander Kwaśniewski.

Kraven på att "avkommunistisera" landet, genom utkräva ansvar för brott begångna under folkrepublikens tid återkommer ofta, och "affärer", ofta med anspelning på vad politikern i fråga gjorde under kommunisttiden, är återkommande. Avslöjat samarbete med säkerhetstjänsten är likvärdigt med avslutad karriär.[källa behövs] Instytut Pamięci Narodowej (IPN, Institut för nationens minne) och forskningscentrum KARTA bildades som en opolitisk organisation för att utreda olika brott som förträngdes under kommunisttiden. IPN tog upp brott som tillskrivits den kommunistiska regimen och säkerhetsstyrkorna, vad hände med polacker som har fängslats och tvångsförflyttats av Stalinregimen 1939–1941 och senare, inklusive den omskrivna Katyńmassakern. IPN försökte även reda ut komplexa historiska händelser som var tabu, till exempel antisemitiska brott där polacker deltog, som i Jedwabne (1941) och Kielce (1946). 2005 fick frågan om att göra upp med kommunismen en ny aktualitet i ett vallöfte av PiS. Kaczyńskis regering formulerade 2007 en lag om att offentligt anställda skulle deklarera sina förehavanden under kommunistepoken. Lagen fick stark kritik och liknades vid häxjakt, även från välkända Solidaritetsmedarbetare. Lagen underkändes av författningsdomstolen.
Polsk grundlag, artikel 13 från 6 juni 1997 förbjuder verksamhet av politiska partier och organisationer med totalitära metoder och tillämpning av nazism, fascism och kommunism samt som förespråkar rasistisk eller nationalistiskt hat, eller att ta makten med våld, eller med våld inverka på landets politik. Straffbalkens artikel 256 specificerar straff upp till 2 års fängelse för propagering för fascistiska och andra totalitära statsskick eller för att framkalla hat grundad i nationalistiska, etniska, rasistiska eller bekännelseorsaker. Artikeln 257 specificerar straff till 3 års fängelse för förolämpning av folkgrupper eller personer av samma anledningar. På liknande sätt är även förnekelse av nazismens brott och förintelsen straffbar.
Antisemitism, även om olaglig, gör sig hörd i en salongsmässig form. Till exempel ställde den katolske politikern Tadeusz Mazowiecki, efterkrigstidens första demokratiska premiärminister, inte upp till omval efter rykten om att vara av judisk härkomst. Än idag diskuterar folk formen på politikers näsor och öron för att definiera graden av deras "polskhet". Polackerna avfärdar ofta anklagelser om antisemitism som antipolonism eller polonofobi (polska: "Antypolonizm" respektive "polonofobia"). Władysław Bartoszewski, dissident och Polens utrikesminister 1995 och 2000–2001, diskuterar i sin lilla skrift I hjärtat av Europa förutom förintelsen även relationer mellan polacker och judar.
Abortfrågan i den polska lagstiftningen och den polska moralen hade stora kast – åren 1932–1939 och 1945–1956 var abort förbjuden. Under den tyska ockupationen tilläts abort för de ockuperade folkslagen. Mellan 1956 och 1993 tillät lagstiftningen abort efter våldtäkt och medicinska orsaker, samt även vid svåra livsförhållanden, där det senaste villkoret kunde tolkas frikostigt, även om allmänheten, oftast följde katolska värderingar och såg abort som synd. 7 januari 1993 (Dz.U. Nr 17, poz. 78) inskränkte lagstiftningen kraftigt abortmöjligheter, och abort kan bara utföras på grund av svåra medicinska orsaker. Lagstiftningen stipulerar dock inte straff för polskor som får abort utomlands. Lagstiftningen bidrog till "abortturism" och att marknad för illegala aborter skapades. 

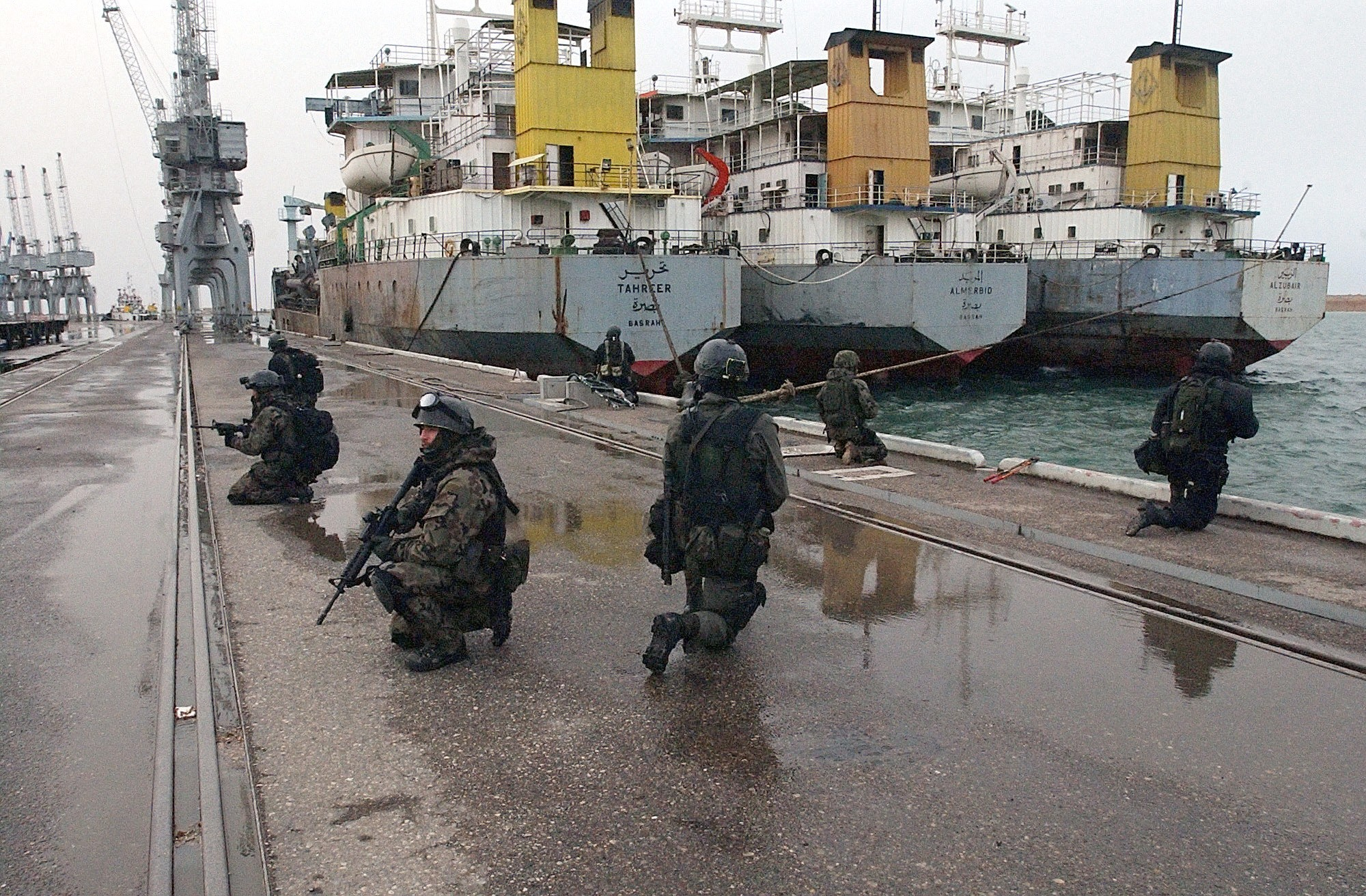
GROM soldater säkrar hamnen i Umm Qasr under invasionen av Irak år 2003.

## NATO och Irakkriget
År 1999 gick Polen med i NATO och Polen närmade sig USA och väst ytterligare. År 2004 gick landet med i EU, något som sågs som något positivt för folket i städerna, men negativt av bönder eftersom landet inte längre hade importtullar på utländska varor. Polen har också fått uppgiften att vakta EU:s gräns österut. Polen är sedan år 2003 en av USA:s allierade i Irakkriget. Man ansåg att eftersom man var en ny medlem i försvarsorganisationen skulle landet vara tvunget att visa sin lojalitet mot de andra alliansmedlemmarna. President Bush kallade de nya Natomedlemmarna från östra Europa inklusive Polen som gått med i kriget för "det nya Europa", något han fick mycket kritik för av Frankrike och Tyskland. Även om polska styrkor inte skulle vara med under själva invasionen sändes polska specialförband som aktivt deltog i striderna. Efter att dessa soldater poserat på ett fotografi som sedan visades upp i polsk press blev de officiellt hemkallade, men det anses att flera stannade kvar i Irak. När invasionen av Irak förvandlades till ockupation sändes polska styrkor som skulle vara ledare för den multinationella styrkan i Irak. Det var planerat att Polen skulle dra ut sina styrkor från Irak i januari 2006 men efter maktskiftet som skedde i Polen vid denna tidpunkt har dessa planer skjutits upp. Polska styrkor har också meddelat att de har hittat rester av biokemiska vapen i Irak, men de är troligen rester från 1980-talet.
De goda relationerna med USA har lett till att man i USA snart ger polska medborgare möjligheten kunna resa in och vistas i USA i upp till 90 dagar utan visum såsom västeuropéer kan. Detta har vållat protester från grannländer i Östeuropa som också är medlemmar i Nato såsom Tjeckien och Ungern som menar att detta endast är för att Polen har kvar sin styrka i Irak medan dessa länder har dragit hem sina styrkor. Denna anklagelse har inte heller förnekats från amerikanskt håll; det står även i beslutet att "Polen är en av vår närmaste allierade i hela världen". De goda relationerna med USA har också lett till att när Polen skulle förnya sitt flygvapen köpte man in amerikanska F–16 istället för JAS Gripen plan från Sverige fast att en kommission slagit fast att JAS var det mer prisvärda flygplanet. Man har även planer på att låta USA bygga en armébas i Polen med försvarsmissiler som kan skjuta ner missiler riktade mot USA och västra Europa.

## Relationer till grannländerna
Den komplicerade centraleuropeiska historien, med flera gamla ouppklarade oförrätter spelar en stark roll i den tredje republikens politik, och nutidshistoria är full av explicita referenser till det senaste århundradet. För att förstå de central- och östeuropeiska länder måste man förstå deras historia.
Tyskland, som under den tredje republiken förenade Öst- och Västtyskland, är Polens största handelspartner och har stora investeringar i den polska ekonomin. Det finns sedan länge en stor polsk minoritet i Tyskland och flera polska gästarbetare, och det finns även rikt kulturellt utbyte mellan länderna. Det som brukar störa de polsk-tyska relationerna är krav på egendom som blev konfiskerad vid andra världskrigets slut, då Polen flyttades västerut från Litauen, Belarus och Ukraina till de så kallade återvunna västra regionerna. 
Relationerna med Ryssland brukar för det mesta vara svala, även om under Boris Jeltsins regeringsperiod skedde en vis normalisering – Jeltsin kom med en personlig ursäkt för Katyńmassakern och annat sovjetiskt förtryck mot polacker, och en ny gasledning till Polen byggdes 1993. Vladimir Putins stängning av de sovjetiska krigsarkiven för forskning togs illa upp, och vissa bedömare såg det som ett utspel för polskt stöd för "den orangea revolutionen" 2004 i Ukraina. En annan episod är det ryska embargot mot import av polskt kött, med den officiella motiveringen att Polen inte kunde styrka köttets ursprung, vilket i Polen ses som ett politiskt utspel.
I frågan om Ukraina och Belarus stöder Polen öppet de anti-totalitära och demokratiska krafter i dessa länder. I Ukraina gick sympatierna till Viktor Jusjtjenko och den orangea revolutionen, medan den ryskvänlige Viktor Janukovytj sågs som en förlängning av det sovjetiska systemet. På liknande sätt har Aleksandr Lukasjenko i Belarus inget större stöd i det politiska livet i Polen. Ofta används den polska minoriteten i båda dessa länder och deras situation som slagträ i debatten.
Relationerna till Litauen, som sedan medeltiden var i union med Polen och dominerades politiskt, var mycket ansträngda, ända in på mitten av 1990-talet. Stötestenen var polsk ockupation och annektering av Vilnius under mellankrigsåren som Litauen krävde en ursäkt för, samt situation för den polska minoriteten i Litauen som enligt polska regeringen motarbetades och diskriminerades. Polens medverkan att få Litauen in i NATO förbättrade relationerna.
Tjeckoslovakien fick en formell ursäkt för polsk ockupation av Zaolzie och Český Těšín 1938, och polskt deltagande i Warszawapaktens invasion av landet vid Pragvåren 1968. Trots båda länders starka dissidenttraditioner kom inte Lech Wałęsa och Vaclav Havel att bygga upp några närmare relationer mellan nationerna. Relationerna med Slovakien, som blev självständigt 1993, förbättrades 1998 då landet fick en västvänlig regering.

## Regeringschefer
Förteckning över regeringschefer (premiärministrar):
- Tadeusz Mazowiecki, opolitisk interims-premiärminister (24 september 1989 – 4 januari 1991)
- Jan Krzysztof Bielecki, Kongres Liberalno-Demokratyczny (4 januari 1991 – 6 december 1991)
- Jan Olszewski, Porozumienie Centrum (6 december 1991 – 5 juni 1992)
- Waldemar Pawlak, Polskie Stronnictwo Ludowe 5 juni 1992 – 9 juli 1992)
- Hanna Suchocka, Unia Demokratyczna (9 juli 1992 – 26 oktober 1993)
- Waldemar Pawlak, Polskie Stronnictwo Ludowe (26 oktober 1993 – 7 mars 1995)
- Józef Oleksy, Socjaldemokracja Rzeczypospolitej Polskiej (7 mars 1995 – 7 februari 1996)
- Włodzimierz Cimoszewicz, Socjaldemokracja Rzeczypospolitej Polskiej (7 februari 1996 – 31 oktober 1997)
- Jerzy Buzek, Platforma Obywatelska (31 oktober 1997 – 19 oktober 2001)
- Leszek Miller, Sojusz Lewicy Demokratycznej (19 oktober 2001 – 2 maj 2004)
- Marek Belka, Sojusz Lewicy Demokratycznej (2 maj 2004 – 31 oktober 2005)
- Kazimierz Marcinkiewicz, Prawo i Sprawiedliwość (31 oktober 2005 – 14 juli 2006
- Jarosław Kaczyński, Prawo i Sprawiedliwość (14 juli 2006 – 16 november 2007)
- Donald Tusk, Medborgarplattformen (16 november 2007 – 22 september 2014)
- Ewa Kopacz, Medborgarplattformen (22 september 2014 – 15 november 2015)

## Kronologi efter 1989
Se Tidsaxel över Polens historia, perioden 1989-nu